# Kreis Potsdam-Land
Der Kreis Potsdam-Land war ein 1952 gebildeter Kreis im Bezirk Potsdam der Deutschen Demokratischen Republik. Von 1990 bis 1993 bestand er als Landkreis Potsdam im Land Brandenburg fort. Sein Gebiet gehört heute zum Landkreis Potsdam-Mittelmark und zur Landeshauptstadt Potsdam in Brandenburg. Sein Verwaltungssitz war die Stadt Potsdam, die selbst nicht dem Kreis angehörte.

## Geographie
Der Kreis grenzte im Westen an die Kreise Belzig und Brandenburg-Land, im Norden an den Kreis Nauen, im Nordosten an die Stadt Potsdam und an West-Berlin, im Osten an den Kreis Zossen sowie im Süden an den Kreis Luckenwalde.

## Geschichte
Der Kreis wurde am 25. Juli 1952 im Zuge einer Verwaltungsreform aus Teilen des Landkreises Zauch-Belzig und der Stadt Potsdam des damaligen Landes Brandenburg neu gebildet. Gleichzeitig wurden die Länder der DDR aufgelöst und 14 Bezirke geschaffen. Der Kreis Potsdam-Land wurde dem Bezirk Potsdam zugeordnet. Es bestand zur damaligen Zeit eine Kreisunterteilung zwischen Potsdam-Stadt und Potsdam-Land. Bestimmte Behörden, Organisationen und Betriebe gab es zusammen für beide Teilkreise, andere allerdings getrennt nach Stadt- und Landkreis. Mit der Wiedervereinigung 1990 wurde der Kreis Potsdam-Land ein Landkreis nach deutschem Kommunalrecht. Er wurde bereits vor der Wiedervereinigung, am 17. Mai 1990, in Landkreis Potsdam umbenannt. Nach der Deutschen Wiedervereinigung 1990 erfolgte eine Neubildung der Länder im Beitrittsgebiet. So wurde der Landkreis Potsdam am 3. Oktober bzw. endgültig am 14. Oktober 1990 (Termin der Landtagswahl) ein Teil des Landes Brandenburg. Sitz der Kreisverwaltung war die Stadt Potsdam.

### Kreisangehörige Gemeinden und Städte
Aufgeführt sind alle Orte, die am 25. Juli 1952 bei der Gründung des Kreises eigenständige Gemeinden waren. Eingerückt sind Gemeinden, die bis zum 5. Dezember 1993 ihre Eigenständigkeit verloren und in größere Nachbargemeinden eingegliedert wurden oder sich mit einer anderen Gemeinde zusammengeschlossen haben.
- - Alt Töplitz (zum 14. März 1974 schlossen sich Alt Töplitz, Neu Töplitz und Leest zu Töplitz zusammen)
- Beelitz
- Bergholz-Rehbrücke (zum 25. Juli 1952 wurde Bergholz-Rehbrücke aus Potsdam ausgegliedert[3])
- Bliesendorf
- Bochow
- Buchholz
- Busendorf
- Caputh
- Derwitz
- Eiche (wurde am 25. Juli 1952 mit Golm zu Eiche-Golm fusioniert, am 1. Januar 1961 wieder ausgegliedert[3])
  - Eiche-Golm (entstand am 25. Juli 1952 durch den Zusammenschluss von Eiche und Golm, zum 1. Januar 1961 wurde der Zusammenschluss wieder rückgängig gemacht[3])
- Elsholz
- Fahlhorst
- Fahrland (wurde zum 25. Juli 1952 aus Potsdam ausgegliedert[3])
- Ferch
- Fichtenwalde
- Fresdorf
- Geltow
- Glindow
- Göhlsdorf
- Golm (wurde zum 25. Juli 1952 aus Potsdam ausgegliedert und mit Eiche zu Eiche-Golm fusioniert, am 1. Januar 1961 wurde Eiche wieder ausgegliedert[3])
  - Göttin (wurde zum 1. Januar 1957 in Neu Töplitz eingemeindet[3])
- Groß Glienicke
- Groß Kreutz
- Grube
- Güterfelde
- Kähnsdorf
  - Kartzow (wurde am 14. März 1974 in die Gemeinde Fahrland eingegliedert[3])
- Kemnitz
- Kleinmachnow
  - Körzin (wurde zum 1. Januar 1973 in Zauchwitz eingemeindet[3])
- Krielow
  - Krampnitz (wurde am 14. April 1957 nach Fahrland eingemeindet[3])
- Langerwisch
  - Leest (zum 14. März 1974 schlossen sich Alt Töplitz, Neu Töplitz und Leest zu Töplitz zusammen[3])
- Marquardt
- Michendorf
- Neu Fahrland (zum 25. Juli 1952 wurde Neu Fahrland aus Potsdam ausgegliedert[3])
- Neuseddin
  - Neu Töplitz (am 1. Januar 1957 wurde Göttin eingemeindet, zum 14. März 1974 schlossen sich Alt Töplitz, Neu Töplitz und Leest zu Töplitz zusammen[3])
- Nudow
  - Paaren (schloss sich zum 1. Oktober 1961 mit Uetz zu Uetz-Paaren zusammen[3])
- Philippsthal
- Phöben
  - Plessow (wurde am 14. März 1974 nach Plötzin eingemeindet[3])
- Plötzin
- Reesdorf
- Rieben
- Ruhlsdorf (wechselte 1957 vom Kreis Zossen in den Kreis Potsdam-Land)
- Saarmund
- Salzbrunn
- Satzkorn
- Schäpe
- Schenkenhorst
- Schlunkendorf
- Schmergow
  - Schönefeld (wurde zum 1. Januar 1973 in die Stadt Beelitz eingemeindet[3])
- Seddin
- Seeburg
- Sputendorf
- Stahnsdorf
- Stücken
- Teltow
- Töplitz (zum 14. März 1974 schlossen sich Alt Töplitz, Neu Töplitz und Leest zu Töplitz zusammen[3])
- Tremsdorf
  - Uetz (zum 1. Oktober 1961 Zusammenschluss von Uetz und Paaren zu Uetz-Paaren[3])
- Uetz-Paaren (entstand zum 1. Oktober 1961 durch den Zusammenschluss von Uetz und Paaren[3])
- Werder (Havel)
- Wildenbruch
- Wilhelmshorst (zum 25. Juli 1952 wurde Wilhelmshorst aus Potsdam ausgegliedert[3])
- Wittbrietzen
- Zauchwitz

Im Zuge der Ämterbildung in Brandenburg wurden 1992 im Kreis Potsdam-Land die Ämter Groß Kreutz, Michendorf, Fahrland, Schwielowsee, Rehbrücke, Stahnsdorf, Beelitz und Werder gebildet. Göhlsdorf schloss sich dem überwiegend im Kreis Brandenburg-Land liegenden Amt Lehnin an.
Infolge der Kreisgebietsreform im Land Brandenburg wurde der Landkreis Potsdam am 6. Dezember 1993 gemeinsam mit den Landkreisen Belzig und Brandenburg-Land (ohne die Stadt Brandenburg an der Havel) zum Landkreis Potsdam-Mittelmark zusammengelegt. Die neue Kreisverwaltung nahm ihren Sitz in Belzig (seit 2010 Bad Belzig).

## Kfz-Kennzeichen
Den Kraftfahrzeugen (mit Ausnahme der Motorräder) und Anhängern wurden von etwa 1974 bis Ende 1990 dreibuchstabige Unterscheidungszeichen, die mit den Buchstabenpaaren DP, DR, DS und DT begannen, zugewiesen. Die letzte für Motorräder genutzte Kennzeichenserie war DX 00-01 bis DX 40-00.
Anfang 1991 erhielten der Landkreis und die Stadt Potsdam das Unterscheidungszeichen P. Kfz, die in Potsdam-Stadt zugelassen wurden, erhielt zwei und Kfz, die im Landkreis zugelassen wurden, einen Buchstaben als Unterscheidungszeichen. Es wurde für den Landkreis bis Ende 1993 ausgegeben.